# フランス国鉄Z6100形電車
フランス国鉄Z6100形電車（フランスこくてつZ6100がたでんしゃ）は、かつてフランスの国有鉄道であるフランス国鉄が所有していた電車。ステンレス製の車体を持つ交流型電車として1960年代から2010年代まで首都・パリと郊外を含むイル＝ド＝フランス地域圏で使用された他、一部車両は廃車後にルーマニアへ譲渡された。同型の車体を持つ他形式と共に「プティ・グリ（petit gris）」という愛称で呼ばれる事もある。

## 概要
1950年代後半以降、フランスの首都・パリや郊外地域（イル＝ド＝フランス地域圏）では交流電化（交流25,000 V 50 Hz）による電化が進められていた。これらの路線の地域輸送（通勤・近郊列車）用の電車として、1960年から1961年にかけて3両編成4本の試作車（Z9056 - Z9059編成（→Z6006 - 6009編成））が製造され、各種試験が用いられた。その成果を受けた量産車として開発されたのがZ6100形である。
アメリカのバッド社とライセンス契約を組む形で製造されたステンレス無塗装の車体を有する3両編成で、複数の編成を組む総括制御運転も可能であった。座席は皮張りで、1等座席は赤色、2等座席は青色と区別されていたが、後年には双方ともオレンジ色のものに変更された。主電動機は一方の先頭車の連結面寄りの台車に搭載されており、初期の車両の整流器にはシリコン整流器が用いられた。

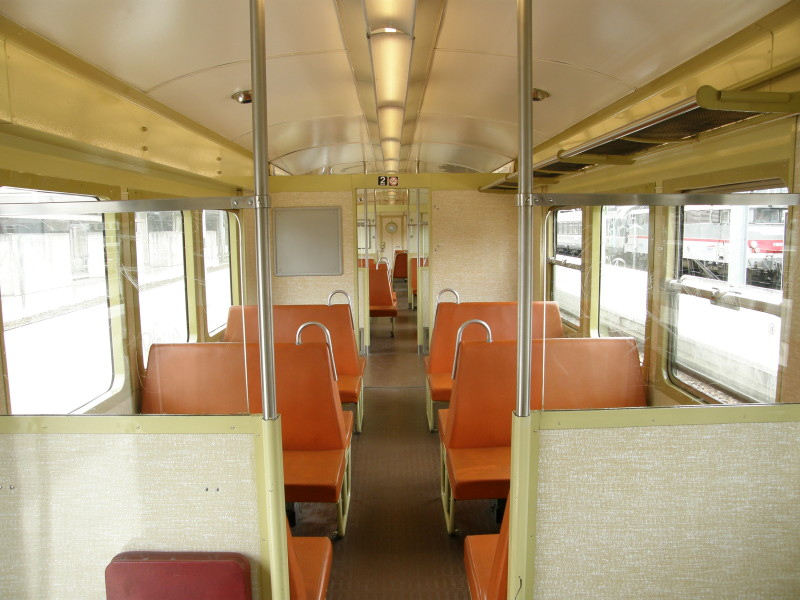
車内
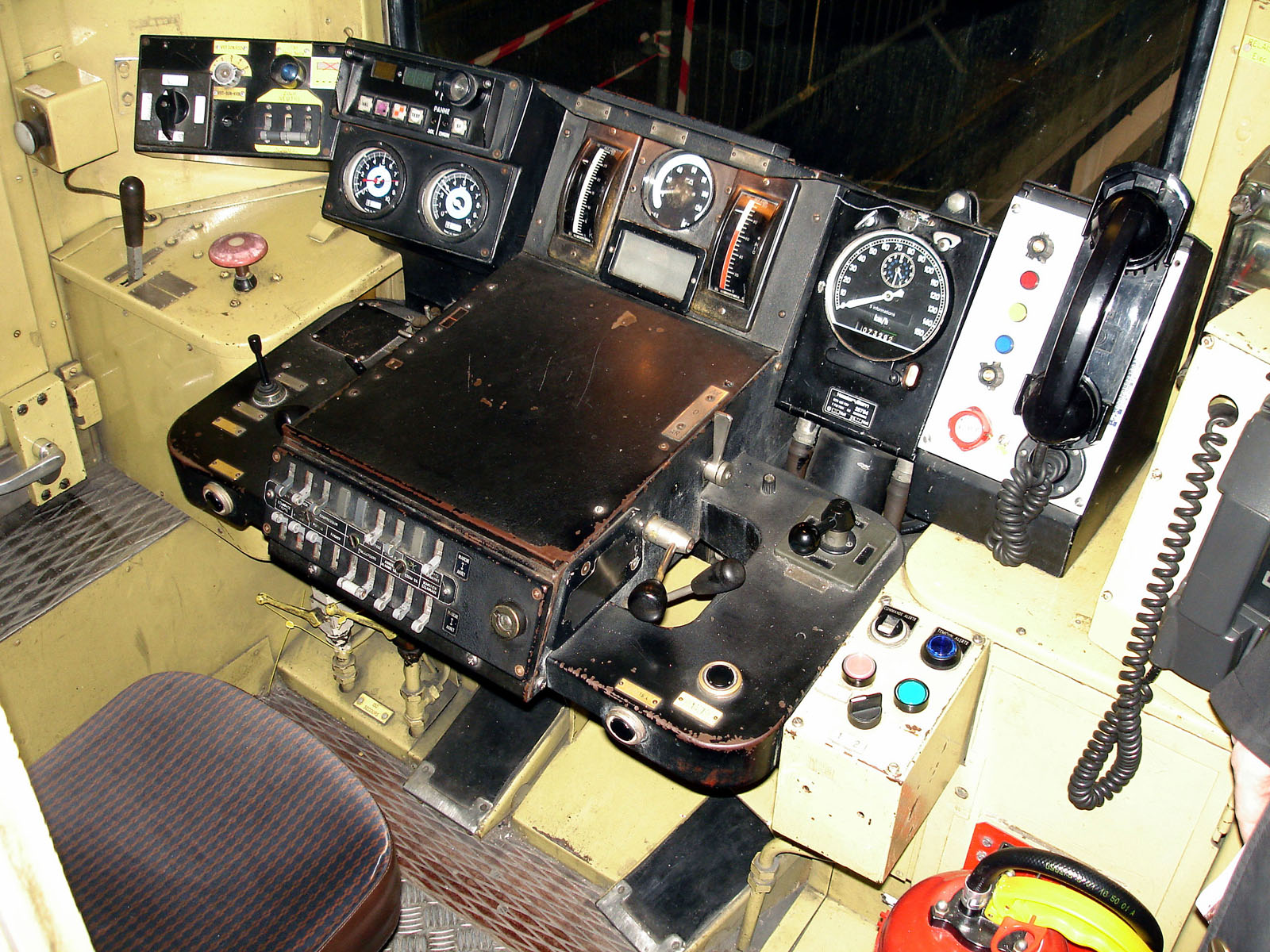
運転台
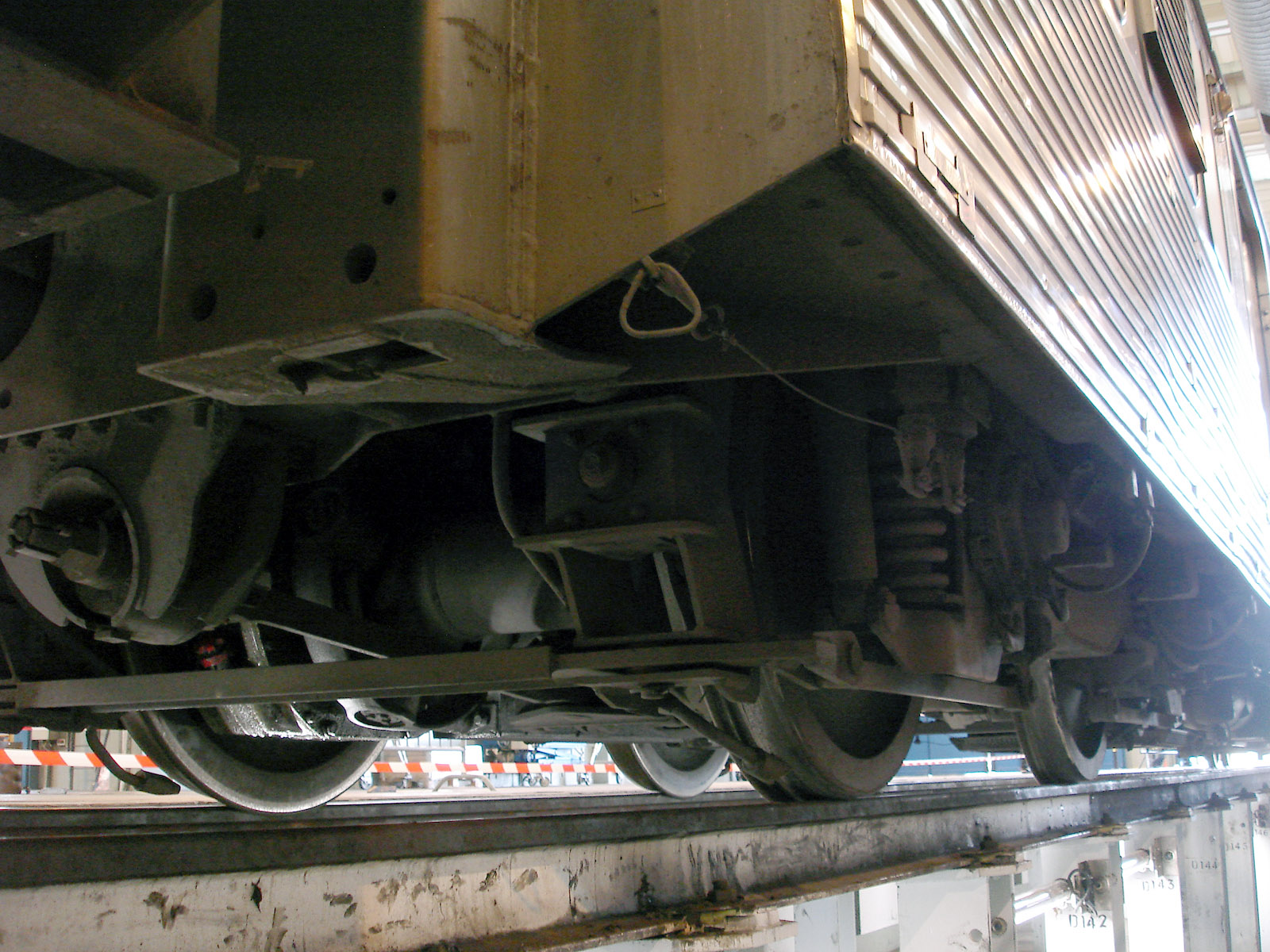
台車
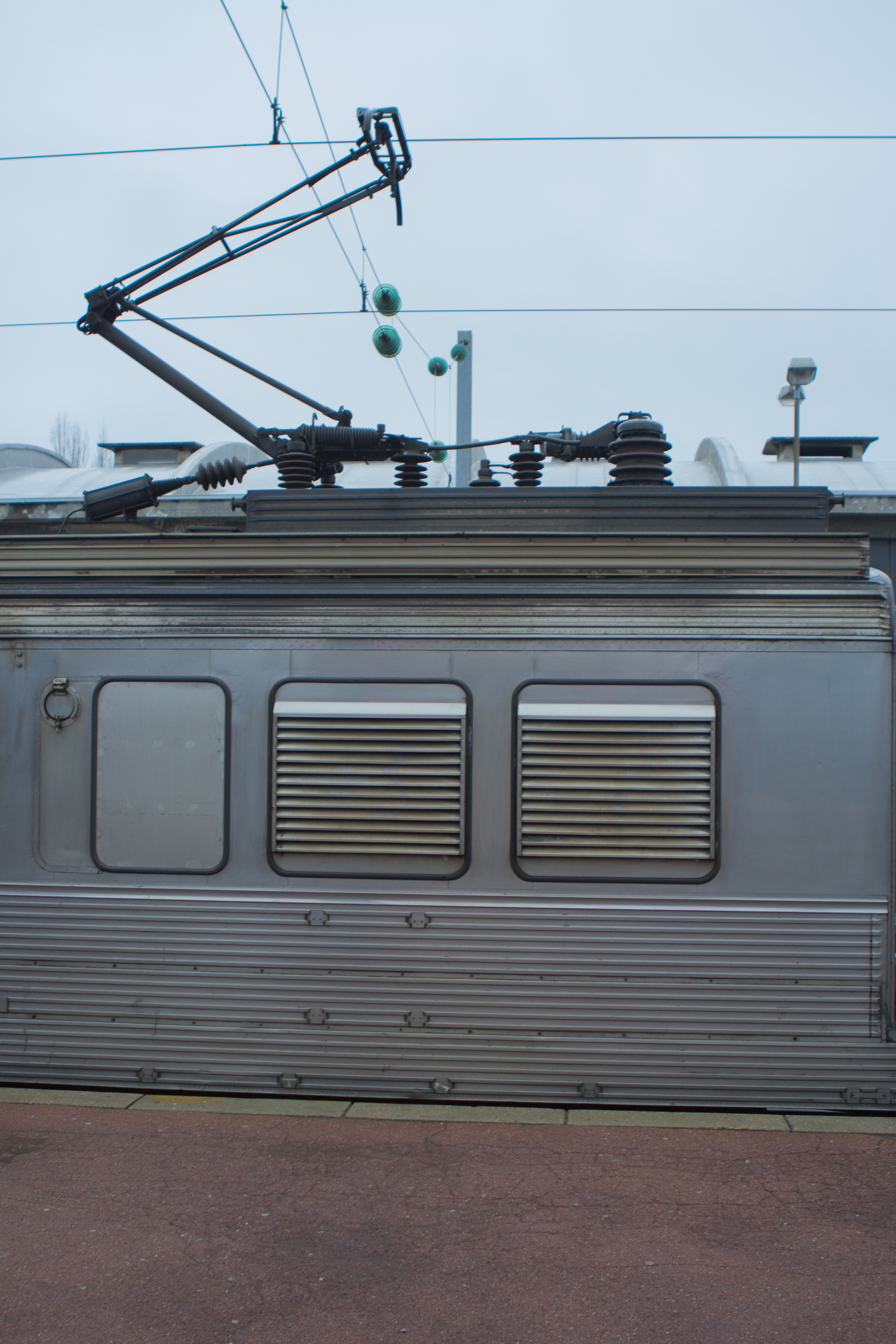
集電装置（シングルアーム式パンタグラフ）

1965年から最初の編成が営業運転を開始し、蒸気機関車が牽引・推進する客車列車を置き換えた。その後1967年まで最初の20編成が製造された後、1969年から1970年には側面窓の変更、台車の空気ばねの導入などの改良が施された2次車となる30編成が導入され、更に同年から1971年には整流器がサイリスタ制御方式のものに変更された3次車の35編成が作られた。
パリ北駅と北部の郊外地域を結ぶ各系統で長年に渡り使用されたが、後継車両の導入による廃車が2001年から始まり、2009年12月にはヴァルモンドア駅へ向かう系統から撤退した。そして2013年1月をもって最後の編成が廃車された。

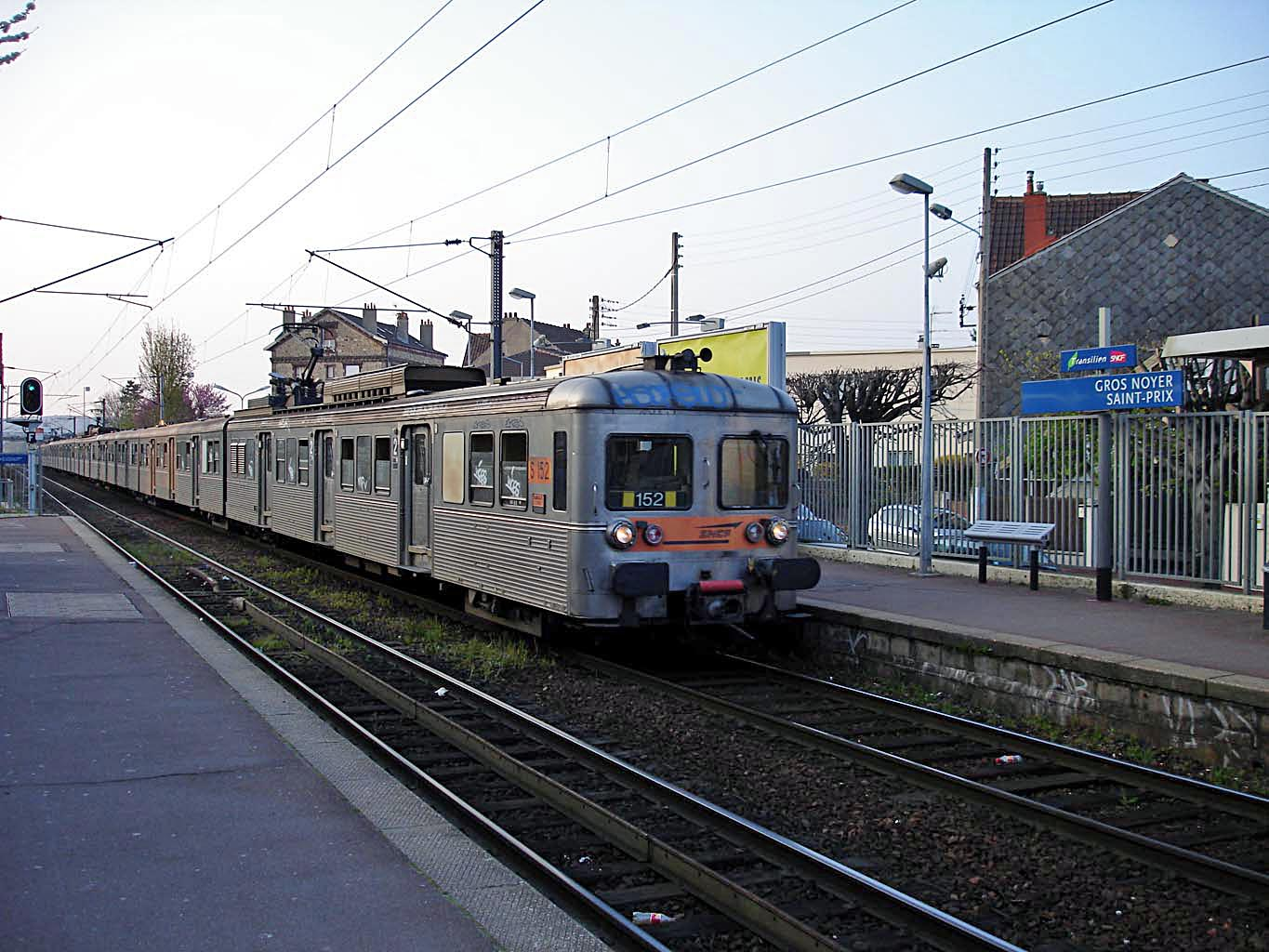
2007年撮影
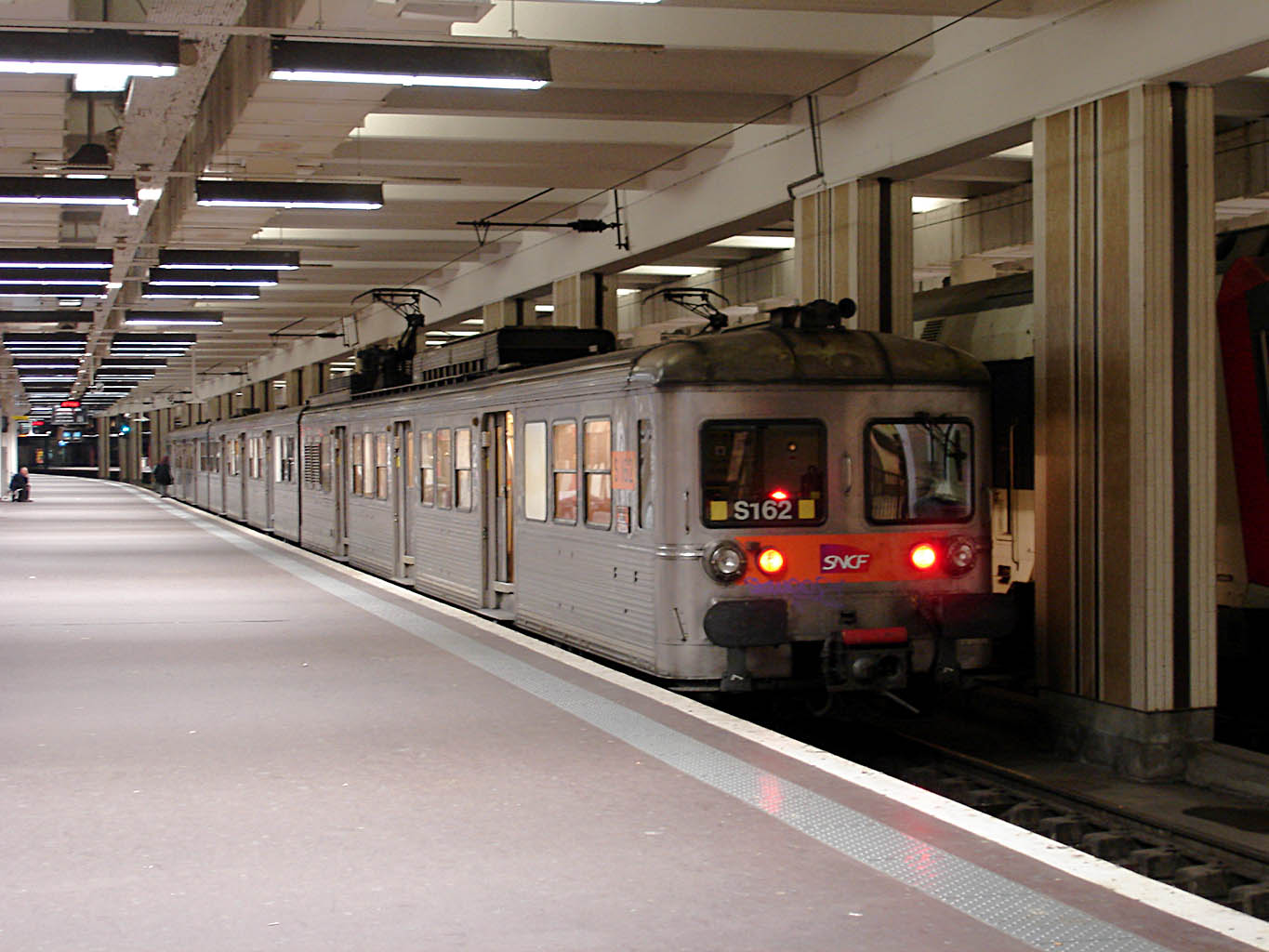
2008年撮影
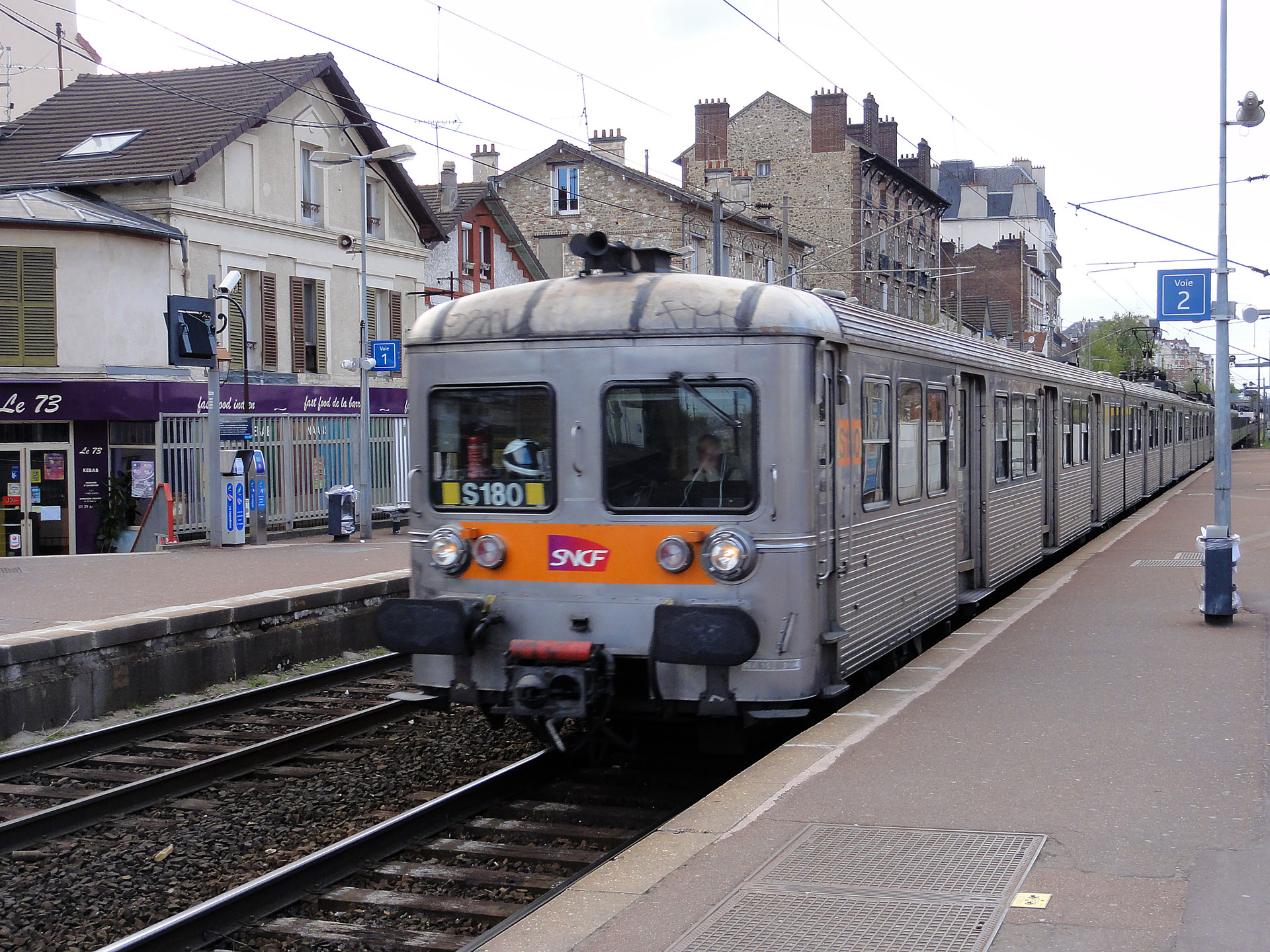
2012年撮影
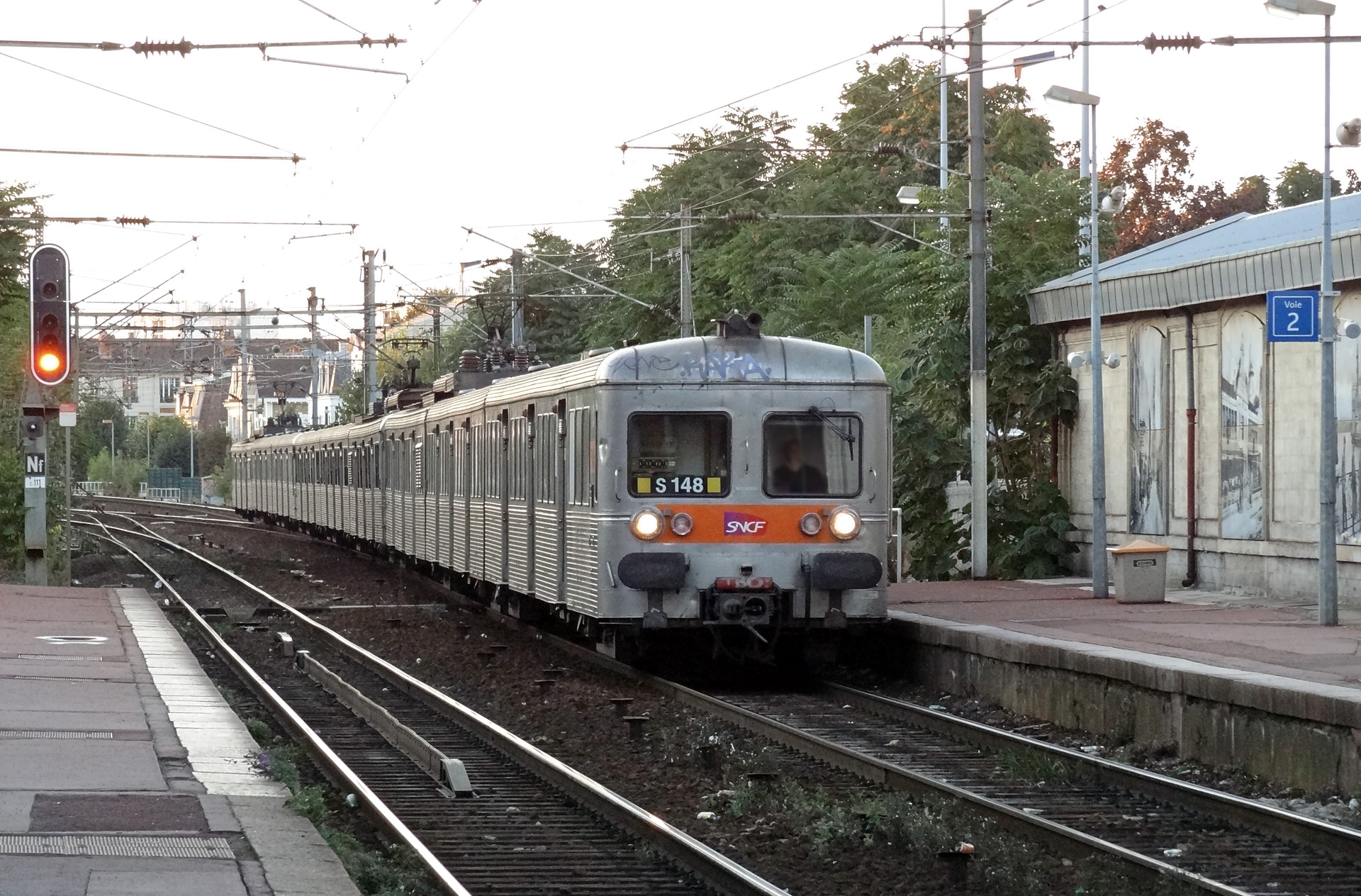
2012年撮影
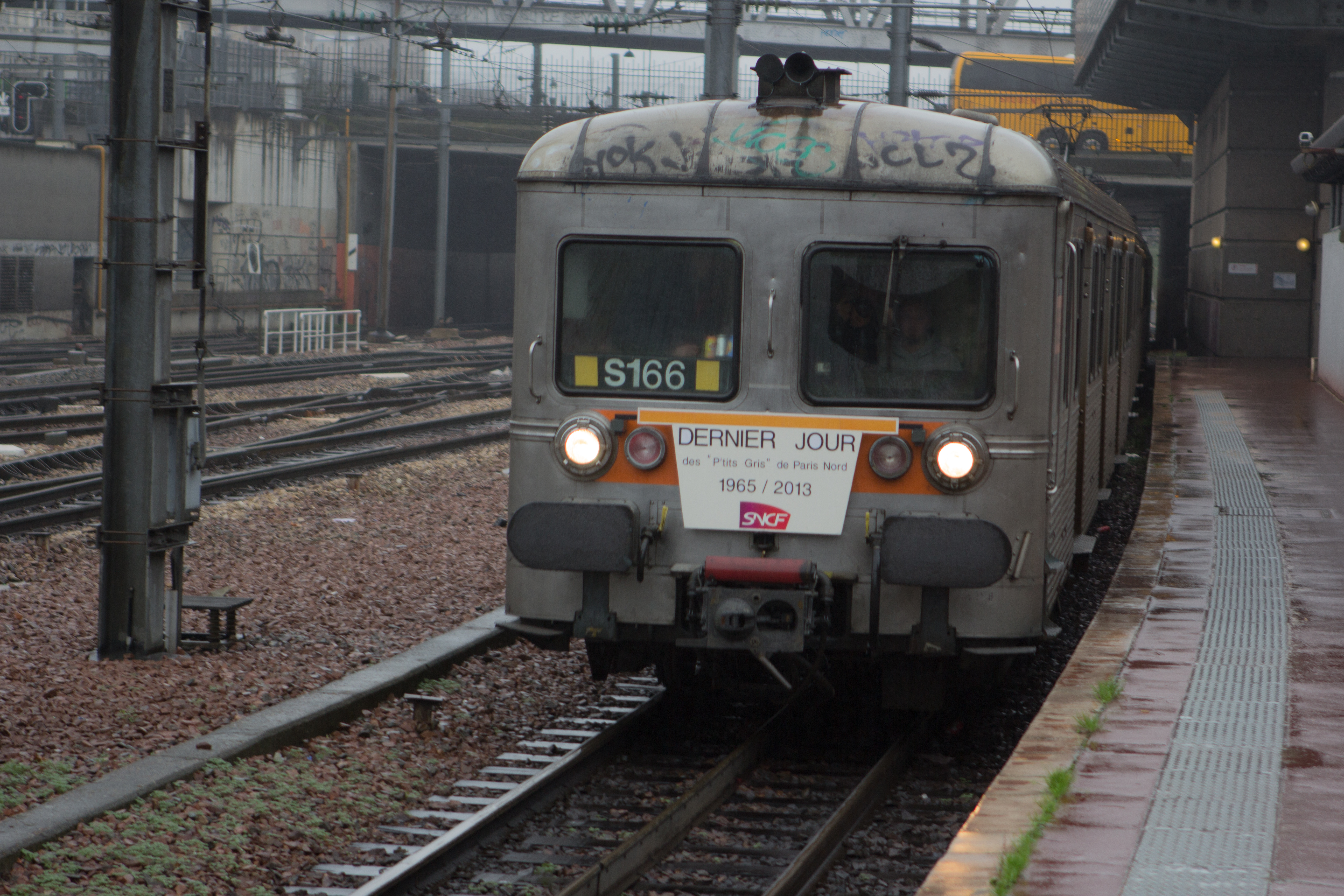
営業運転最終日のZ6100形（2013年撮影）

## 保存・譲渡
引退したZ6100形のうち、2025年現在電動制御車1両（Z 6181）と制御車1両（ZR 16181）がミュルーズの鉄道博物館であるシテ・デュ・トランに静態保存されている。これ以外にも1編成がZ6100形の保存を目的に設立されたプティ・グリ・デュ・ノール保存協会（Association pour la Préservation d'un P'tit Gris du Nord、APPG Nord）によって動態保存されていたが、2018年に解体場へ輸送されたことが確認されている。

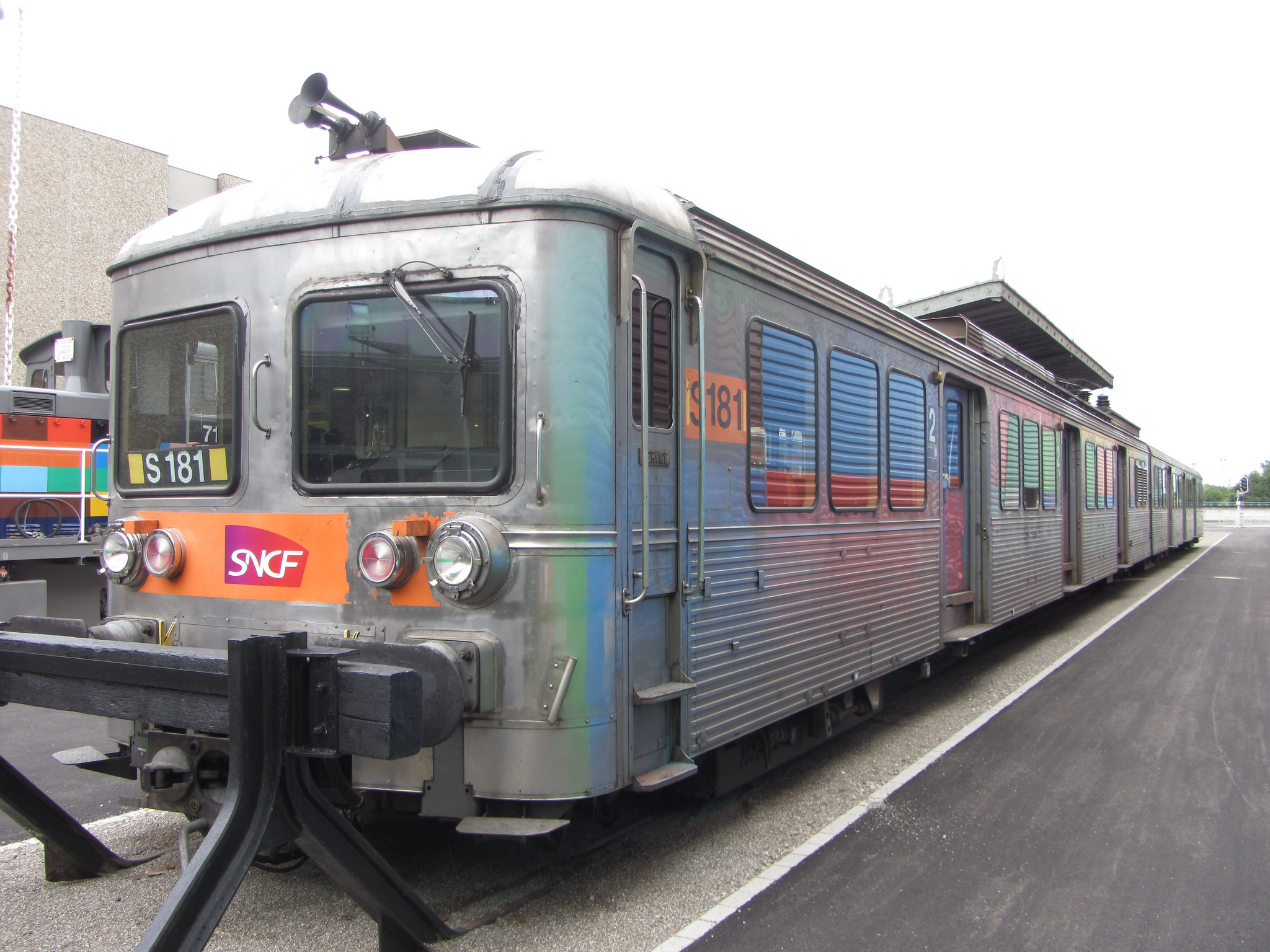
ミュルーズに保存されている車両（2013年撮影）

一方、13編成については2006年にルーマニア（ルーマニア鉄道）への譲渡が実施され、同様に譲渡されたZ6300形やルクセンブルク国鉄からの譲渡車両と共に58形（Clasa 58）として使用された。

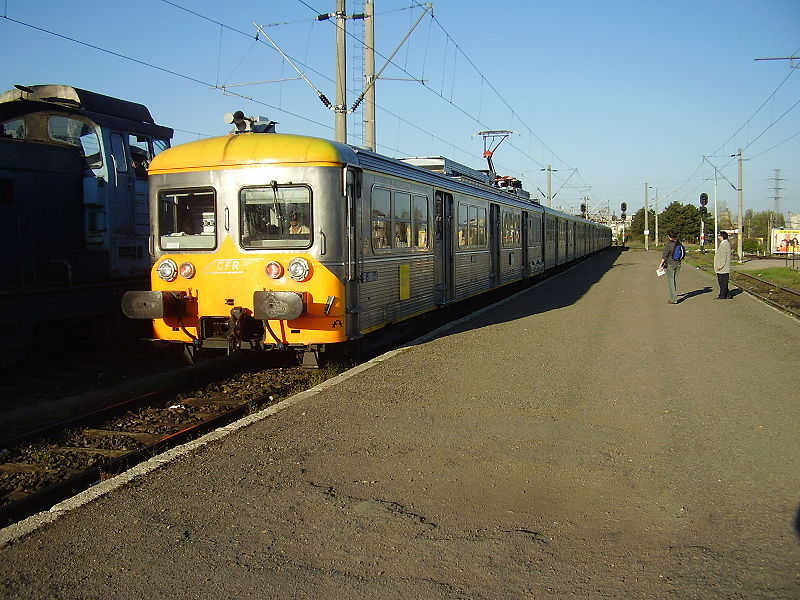
ルーマニアへ譲渡された編成（2006年撮影）

## 参考資料
- Bernard Collardey (1999). Les Trains de Banlieue. Tome 2: De 1938 a 1999. La Vie du Rail & des Transports. ISBN 978-2902808762
- Thomas Estler (2024). Loks der französischen Staatsbahn SNCF: seit 1938. Transpress Verlag. ISBN 978-3-613-31353-8